# Caryomyia holotricha
Caryomyia holotricha är en tvåvingeart som först beskrevs av Osten Sacken 1862.  Caryomyia holotricha ingår i släktet Caryomyia och familjen gallmyggor. Inga underarter finns listade i Catalogue of Life.